# It Is for England
It Is for England er en britisk stumfilm fra 1916 af Laurence Cowen.

## Medvirkende
- Helene Gingold som Christian St. George.
- Percy Moran som Stephen English.
- Margaret Shelley som Mary Marshall.
- R. Courtland som Percy Marshall
- Lionel d'Aragon som Sir Charles Rosenbaum Bart.